# Любимо Минков
Любимо Минков е български керамик и режисьор на документални филми.

## Биография
Започва творческата си дейност през 1982 г. като дизайнер на керамика и стъкло в ателие по керамика към музея в гр. Троян – гр. Априлци, кв. Острец, с подкрепата на небезизвестната керамичка Лили Танкова. През 1984 година продължава като декор-строител в Кино център „Бояна“.
През 2000 г. завършва висшето си образование като кино и ТВ режисьор. Автор е на документалните филми:
- „Мелницата“
- „Изтичаща вода“
- „Дом“
- „Никулден в с. Покровник“
- „Николай Маринов в Одеса“
- „Фиаско в Берлин“

Самостоятелни изложби – художествена фотография:
- „Старите къщи на Благоевград“ – Община Благоевград
- „Прозорци“ – Областна управа гр. Ямбол[2]
- „Прозорци“ – кв. „Вароша“, гр. Благоевград
- „Карибско синьо“ – Младежки дом, гр. Гоце Делчев[3]
- „Карибско синьо“ – галерия „Lubimo“, гр. Благоевград
- През 2007 г. издава първата си книга – „Моделът“

Публикува десетки есета и фотографии в различни сайтове. Собственик на галерия „Lubimo“ и арт-студио „Lubimo“. Инициатор за създаването на „Сдружение за изкуство – Любимо“.